# Sone no Yoshitada
Sone no Yoshitada (曾禰好忠; intorno al 920 – dopo il 1000) è stato un poeta giapponese waka del medio periodo Heian.
Non ci sono dettagli sulla sua genealogia ma visse nella seconda metà del X secolo. Il suo nome è incluso negli elenchi antologici del Chūko Sanjūrokkasen e dell'Ogura Hyakunin Isshu.
Poiché era un segretario (掾, jō) della provincia di Tango, è conosciuto occasionalmente con i soprannomi Sotango (曾丹後, una combinazione del primo carattere del suo nome con il nome della provincia) e Sotan (曾丹, una combinazione dei primi caratteri sia del suo nome che della provincia).

## Opera poetica
Durante questo periodo compose l'antologia poetica Hyaku Shuuta (百首歌), paragonabile allo Hyakunin Isshu, e che contiene cento poesie attribuite ad un diverso autore. Compila anche il Maitsuki-shū (毎月集) con un totale di 360 poesie. Mantenne relazioni amichevoli con importanti poeti come Minamoto no Shitagō, Ōnakatomi no Yoshinobu e Minamoto no Shigeyuki tra gli altri.
Era conosciuto come un individuo eccentrico con numerosi aneddoti raccontati su di lui. Ai suoi tempi non era ben considerato, ma in seguito fu riconosciuto come un poeta altamente innovativo,  con circa 90 delle sue poesie che appaiono in antologie imperiali.
La seguente sua poesia era la n° 46 di Ogura Hyakunin Isshu di Fujiwara no Teika :
(Hyakunin Isshu  n° 46)